# Tomáš Berdych
Tomáš Berdych (ur. 17 września 1985 w Valašskem Meziříčí) – czeski tenisista, zdobywca Pucharu Davisa 2012 i Pucharu Davisa 2013, olimpijczyk.
W 2015 roku ożenił się z czeską modelką Ester Sátorovą.

## Kariera tenisowa
Występując jeszcze jako junior Berdych wygrał w roku 2001 wielkoszlemowy US Open w grze podwójnej wspólnie ze Stéphanem Bohlim. Karierę zawodową rozpoczął w 2002 roku. Początkowo Czech startował głównie w rozgrywkach ATP Challenger Tour, gdzie zwyciężał m.in. w 2003 roku w Grazu i Budaörs. W turniejach rangi ATP World Tour pierwszy sukces odniósł w sezonie 2005 wygrywając zawody w Palermo na nawierzchni ziemnej. W drodze po tytuł pokonał m.in. Davida Ferrera, a w finale wynikiem 6:3, 6:3 Filippo Volandriego.
W sezonie 2005 Berdych osiągnął, na początku lipca, finał turnieju w Båstad, jednak w finale nie sprostał Rafaelowi Nadalowi. Pod koniec października wygrał rozgrywki ATP Masters Series w Paryżu, eliminując po drodze m.in. Guillermo Corię, a w finale w pięciosetowym pojedynku zakończonym rezultatem 6:3, 6:4, 3:6, 4:6, 6:4 pokonał Chorwata Ivana Ljubičicia.
Rok 2006 Berdych zakończył bez wygranego turnieju, ale uzyskał dwa finały, najpierw, w czerwcu, na trawiastych kortach w Halle, gdzie przegrał z Rogerem Federerem i Mumbaju, ulegając Dmitrijowi Tursunowowi.
W 2007 roku Czech zagrał w jednym finale, podczas rywalizacji w Halle. W finale pokonał Cypryjczyka Markosa Pagdatisa 7:5, 6:4. Cały turniej Berdych zakończył nie tracąc seta. Pod koniec maja wystąpił w Drużynowym pucharze świata dochodząc razem z reprezentacją Czech do finału. W rundzie finałowej Czesi zmierzyli się z Argentyną, jednak przegrali rywalizację 1:2. Berdych zdobył jedyny dla drużyny punkt wygrywając w swoim pojedynku z Juanem Ignacio Chelą.
W czerwcu 2008 roku awansował do finału w Båstad, gdzie w półfinale pokonał Fernando Verdasco. Mecz finałowy zakończył się porażką Berdycha z Tommym Robredo. Na początku października wygrał rozgrywki w Tokio. W drodze po tytuł pokonał Tommy’ego Robredo, Fernando Gonzáleza, Andy’ego Roddicka, a w finale Juana Martína del Potro. Ponadto w lutym wygrał deblowe zawody w Rotterdamie, pokonując w meczu o tytuł razem z Dmitrijem Tursunowem, parę Philipp Kohlschreiber-Michaił Jużny.
W maju roku 2009 Berdych wygrał turniej, na ziemnych kortach w Monachium. W finale pokonał Michaiła Jużnego 6:4, 4:6, 7:6(5). Tegoż samego roku doszedł wraz z reprezentacją do finału Pucharu Davisa. W finale Czesi przegrali z Hiszpanią 0:5, a Berdych przegrał w swoich meczach najpierw z Nadalem, a potem w meczu deblowym, wspólnie z Radkiem Štěpánkiem, z duetem Feliciano López-Fernando Verdasco.
Na początku kwietnia 2010 roku czeski tenisista osiągnął finał imprezy ATP World Tour Masters 1000 w Miami. Po drodze pokonał po raz pierwszy w karierze Federera, w ćwierćfinale Verdasco, półfinale Söderlinga, jednak w finale przegrał z Roddickiem. W maju doszedł do półfinału Rolanda Garrosa, lecz w spotkaniu, którego stawką był finał uległ Söderlingowi w pięciosetowym meczu. W czerwcu osiągnął swój najlepszy rezultat w startach wielkoszlemowych, podczas Wimbledonu. Po drodze po raz kolejny wyeliminował Federera oraz Novaka Đokovicia. W finale uległ 3:6, 5:7, 4:6 Rafaelowi Nadalowi. Na początku sierpnia doszedł ze Štěpánkiem do finału gry podwójnej w Waszyngtonie, lecz mecz o mistrzostwo przegrali z Mardym Fishem i Markiem Knowlesem. Na koniec roku Berdych po raz pierwszy w karierze zakwalifikował się do turnieju ATP World Tour Finals. Czech odpadł z rywalizacji w fazie grupowej, po przegranych z Nadalem i Đokoviciem oraz wygranej z Roddickiem.
W październiku 2011 roku Berdych awansował do finału turnieju w Pekinie. W drodze po tytuł wyeliminował m.in. Jo-Wilfrieda Tsongę, natomiast w finale wygrał z Marinem Čiliciem.
Siódmy singlowy tytuł Berdych wywalczył na początku lutego 2012 roku w Montpellier, gdzie w finale pokonał Gaëla Monfilsa. W maju wystąpił w finale turnieju ATP World Tour Masters 1000 w Madrycie. Przegrał w nim z Rogerem Federerem 6:3, 5:7, 5:7. W sierpniu odnotował kolejny udział w finale – w Winston-Salem uległ w pojedynku o mistrzostwo Johnowi Isnerowi 6:3, 4:6, 6:7(9), nie wykorzystując w trzecim secie trzech piłek meczowych. W październiku zwyciężył w turnieju w Sztokholmie, pokonując w finale Jo-Wilfrieda Tsongę 4:6, 6:4, 6:4. W tym samym roku brał udział w zwycięskich dla reprezentacji Czech rozgrywkach Pucharu Davisa.
Pod koniec lutego 2013 roku czeski zawodnik osiągnął pierwszy w sezonie finał, w Marsylii, przegrywając ostatni mecz z Jo-Wilfriedem Tsongą 6:3, 6:7(6), 4:6. W tie-breaku drugiego seta Czech nie wykorzystał piłki meczowej. Do kolejnego finału Czech awansował, na początku marca, w Dubaju, po wyeliminowaniu m.in. w półfinale Rogera Federera. W finale nie sprostał Novakowi Đokoviciowi. Pod koniec września Berdych doszedł do finału w Bangkoku, gdzie poniósł porażkę z Milosem Raoniciem.
W 2014 roku pierwszy finał do jakiego Berdych awansował miał miejsce już na początku stycznia, w Dosze w grze podwójnej. Zawody zakończyły się triumfem Czecha, który startował w parze z Janem Hájkiem. W połowie lutego Berdych był najlepszy w rywalizacji singlowej w Rotterdamie po finale z Marinem Čiliciem. Następnie Czech zagrał w Dubaju, gdzie osiągnął finał, w którym uległ Rogerowi Federerowi. Na początku maja przegrał w meczu mistrzowskim w Oeiras z Carlosem Berlocqem. Kolejny w sezonie finał Beredych osiągnął w Pekinie, jednak decydujący mecz przegrał z Novakiem Đokoviciem. W październiku Berdych odniósł dziesiąte turniejowe zwycięstwo w karierze, w Sztokholmie, gdzie w finale pokonał Grigora Dimitrowa.
W styczniu 2015 roku Berdych doszedł do finału w Dosze, a w lutym w Rotterdamie, ponosząc porażki odpowiednio z Davidem Ferrerem i Stanem Wawrinką. W kwietniu Czech awansował do finału rozgrywek kategorii ATP World Tour Masters 1000 w Monte Carlo. Przegrał w nim 5:7, 6:4, 3:6 z Novakiem Đokoviciem. Pół roku później wywalczył pierwsze turniejowe zwycięstwo w sezonie, pokonując Guillermo Garcíę-Lópeza w Shenzhen. Wkrótce Czech zdobył swój 12 tytuł w karierze, wygrywając drugi rok z rzędu w Sztokholmie, gdzie w finałowym meczu okazał się lepszy od Jacka Socka.
W sezonie 2016 Berdych został mistrzem turnieju rozgrywanego jesienią w Shenzhen, po zwycięskim finale z Richardem Gasquetem. W imprezach wielkoszlemowych najlepszym wynikiem Czecha jest półfinał Wimbledonu, gdzie został wyeliminowany przez Andy’ego Murraya. Na Australian Open i French Open dochodził do ćwierćfinałów. Na skutek zapalenia wyrostka robaczkowego wycofał się z US Open, nie uczestnicząc po raz pierwszy w zawodach tej rangi od US Open 2002.
Sezon 2017 Berdych zakończył bez turniejowego zwycięstwa. Został finalistą jednej imprezy, w maju na ziemnych kortach w Lyonie, gdzie poniósł porażkę z Jo-Wilfriedem Tsongą. Awansował także do półfinału Wimbledonu, eliminując m.in. w czwartej rundzie Dominika Thiema (nr 8. ATP) i ćwierćfinale Novaka Đokovicia, poprzez krecz Serba w drugim secie. Sezon Czech zakończył w połowie października przez uraz pleców, z którym zmagał się od Wimbledonu.
W lutym 2018 Berdych poinformował o zakończeniu startów w Pucharze Davisa.
Na początku sezonu 2019 awansował do finału zawodów w Dosze, w którym przegrał z Roberto Bautistą-Agutem wynikiem 4:6, 6:3, 3:6. Po US Open zakończył karierę zawodową.
Najwyżej sklasyfikowany w rankingu singlistów był na 4. miejscu w maju 2015 roku.

### Finały w turniejach ATP Tour
| Legenda                                      |
| -------------------------------------------- |
| Wielki Szlem                                 |
| Igrzyska olimpijskie                         |
| Tennis Masters Cup / ATP Finals              |
| ATP Masters Series / ATP Tour Masters 1000   |
| ATP International Series Gold / ATP Tour 500 |
| ATP International Series / ATP Tour 250      |

#### Gra pojedyncza (13–19)
| Końcowy wynik | Nr  | Data                 | Turniej           | Nawierzchnia    | Przeciwnik             | Wynik finału            |
| Zwycięzca     | 1.  | 3 października 2004  | Palermo           | Ceglana         | Filippo Volandri       | 6:3, 6:3                |
| Finalista     | 1.  | 4 lipca 2005         | Båstad            | Ceglana         | Rafael Nadal           | 6:2, 2:6, 4:6           |
| Zwycięzca     | 2.  | 6 listopada 2005     | Paryż             | Dywanowa (hala) | Ivan Ljubičić          | 6:3, 6:4, 3:6, 4:6, 6:4 |
| Finalista     | 2.  | 18 czerwca 2006      | Halle             | Trawiasta       | Roger Federer          | 0:6, 7:6(4), 2:6        |
| Finalista     | 3.  | 2 października 2006  | Mumbaj            | Twarda          | Dmitrij Tursunow       | 3:6, 6:4, 6:7(5)        |
| Zwycięzca     | 3.  | 17 czerwca 2007      | Halle             | Trawiasta       | Markos Pagdatis        | 7:5, 6:4                |
| Finalista     | 4.  | 13 lipca 2008        | Båstad            | Ceglana         | Tommy Robredo          | 4:6, 1:6                |
| Zwycięzca     | 4.  | 5 października 2008  | Tokio             | Twarda          | Juan Martín del Potro  | 6:1, 6:4                |
| Zwycięzca     | 5.  | 9 maja 2009          | Monachium         | Ceglana         | Michaił Jużny          | 6:4, 4:6, 7:6(5)        |
| Finalista     | 5.  | 4 kwietnia 2010      | Miami             | Twarda          | Andy Roddick           | 5:7, 4:6                |
| Finalista     | 6.  | 4 lipca 2010         | Wimbledon, Londyn | Trawiasta       | Rafael Nadal           | 3:6, 5:7, 4:6           |
| Zwycięzca     | 6.  | 9 października 2011  | Pekin             | Twarda          | Marin Čilić            | 3:6, 6:4, 6:1           |
| Zwycięzca     | 7.  | 5 lutego 2012        | Montpellier       | Twarda (hala)   | Gaël Monfils           | 6:2, 4:6, 6:3           |
| Finalista     | 7.  | 13 maja 2012         | Madryt            | Ceglana         | Roger Federer          | 6:3, 5:7, 5:7           |
| Finalista     | 8.  | 25 sierpnia 2012     | Winston-Salem     | Twarda          | John Isner             | 6:3, 4:6, 6:7(9)        |
| Zwycięzca     | 8.  | 21 października 2012 | Sztokholm         | Twarda (hala)   | Jo-Wilfried Tsonga     | 4:6, 6:4, 6:4           |
| Finalista     | 9.  | 24 lutego 2013       | Marsylia          | Twarda (hala)   | Jo-Wilfried Tsonga     | 6:3, 6:7(6), 4:6        |
| Finalista     | 10. | 2 marca 2013         | Dubaj             | Twarda          | Novak Đoković          | 5:7, 3:6                |
| Finalista     | 11. | 29 września 2013     | Bangkok           | Twarda (hala)   | Milos Raonic           | 6:7(4), 3:6             |
| Zwycięzca     | 9.  | 16 lutego 2014       | Rotterdam         | Twarda (hala)   | Marin Čilić            | 6:4, 6:2                |
| Finalista     | 12. | 1 marca 2014         | Dubaj             | Twarda          | Roger Federer          | 6:3, 4:6, 3:6           |
| Finalista     | 13. | 4 maja 2014          | Oeiras            | Ceglana         | Carlos Berlocq         | 6:0, 5:7, 1:6           |
| Finalista     | 14. | 5 października 2014  | Pekin             | Twarda          | Novak Đoković          | 0:6, 2:6                |
| Zwycięzca     | 10. | 19 października 2014 | Sztokholm         | Twarda (hala)   | Grigor Dimitrow        | 5:7, 6:4, 6:4           |
| Finalista     | 15. | 10 stycznia 2015     | Doha              | Twarda          | David Ferrer           | 4:6, 5:7                |
| Finalista     | 16. | 15 lutego 2015       | Rotterdam         | Twarda (hala)   | Stan Wawrinka          | 6:4, 3:6, 4:6           |
| Finalista     | 17. | 19 kwietnia 2015     | Monte Carlo       | Ceglana         | Novak Đoković          | 5:7, 6:4, 3:6           |
| Zwycięzca     | 11. | 5 października 2015  | Shenzhen          | Twarda          | Guillermo García-López | 6:3, 7:6(7)             |
| Zwycięzca     | 12. | 25 października 2015 | Sztokholm         | Twarda (hala)   | Jack Sock              | 7:6(1), 6:2             |
| Zwycięzca     | 13. | 2 października 2016  | Shenzhen          | Twarda          | Richard Gasquet        | 7:6(5), 6:7(2), 6:3     |
| Finalista     | 18. | 27 maja 2017         | Lyon              | Ceglana         | Jo-Wilfried Tsonga     | 6:7(2), 5:7             |
| Finalista     | 19. | 5 stycznia 2019      | Doha              | Twarda          | Roberto Bautista-Agut  | 4:6, 6:3, 3:6           |

#### Gra podwójna (2–1)
| Końcowy wynik | Nr | Data            | Turniej    | Nawierzchnia  | Partner          | Przeciwnicy w finale                | Wynik finału      |
| Zwycięzca     | 1. | 24 lutego 2008  | Rotterdam  | Twarda (hala) | Dmitrij Tursunow | Philipp Kohlschreiber Michaił Jużny | 7:5, 3:6, 10-7    |
| Finalista     | 1. | 8 sierpnia 2010 | Waszyngton | Twarda        | Radek Štěpánek   | Mardy Fish Mark Knowles             | 6:4, 6:7(7), 7-10 |
| Zwycięzca     | 2. | 4 stycznia 2014 | Doha       | Twarda        | Jan Hájek        | Alexander Peya Bruno Soares         | 6:2, 6:4          |

### Osiągnięcia w turniejach wielkoszlemowych i ATP Tour Masters 1000 (gra pojedyncza)
| Turniej               | 2003           | 2004           | 2005                   | 2006                   | 2007                   | 2008                   | 2009                      | 2010                      | 2011                      | 2012                      | 2013                      | 2014                      | 2015                      | 2016                      | 2017                      | 2018                      | 2019                      | Z – P        |
| Wielki Szlem          | Wielki Szlem   | Wielki Szlem   | Wielki Szlem           | Wielki Szlem           | Wielki Szlem           | Wielki Szlem           | Wielki Szlem              | Wielki Szlem              | Wielki Szlem              | Wielki Szlem              | Wielki Szlem              | Wielki Szlem              | Wielki Szlem              | Wielki Szlem              | Wielki Szlem              | Wielki Szlem              | Wielki Szlem              | Wielki Szlem |
| --------------------- | -------------- | -------------- | ---------------------- | ---------------------- | ---------------------- | ---------------------- | ------------------------- | ------------------------- | ------------------------- | ------------------------- | ------------------------- | ------------------------- | ------------------------- | ------------------------- | ------------------------- | ------------------------- | ------------------------- | ------------ |
| Australian Open       | –              | 2R             | 1R                     | 2R                     | 4R                     | 4R                     | 4R                        | 2R                        | QF                        | QF                        | QF                        | SF                        | SF                        | QF                        | 3R                        | QF                        | 4R                        | 47–16        |
| French Open           | –              | 1R             | 2R                     | 4R                     | 1R                     | 2R                     | 1R                        | SF                        | 1R                        | 4R                        | 1R                        | QF                        | 4R                        | QF                        | 2R                        | 1R                        | –                         | 25–15        |
| Wimbledon             | –              | 1R             | 3R                     | 4R                     | QF                     | 3R                     | 4R                        | F                         | 4R                        | 1R                        | QF                        | 3R                        | 4R                        | SF                        | SF                        | –                         | 1R                        | 42–15        |
| US Open               | 2R             | 4R             | 3R                     | 4R                     | 4R                     | 1R                     | 3R                        | 1R                        | 3R                        | SF                        | 4R                        | QF                        | 4R                        | –                         | 2R                        | –                         | 1R                        | 32–15        |
| Wielki Szlem – bilans | 1–1            | 4–4            | 5–4                    | 10–4                   | 10–4                   | 6–4                    | 8–4                       | 12–4                      | 9–4                       | 12–4                      | 11–4                      | 15–4                      | 14–4                      | 13–3                      | 9–4                       | 4–2                       | 3–3                       | 146–61       |
| ATP Finals            |                |                |                        |                        |                        |                        |                           |                           |                           |                           |                           |                           |                           |                           |                           |                           |                           |              |
| ATP Finals            | –              | –              | –                      | –                      | –                      | –                      | –                         | RR                        | SF                        | RR                        | RR                        | RR                        | RR                        | –                         | –                         | –                         | –                         | 6–13         |
| Igrzyska olimpijskie  |                |                |                        |                        |                        |                        |                           |                           |                           |                           |                           |                           |                           |                           |                           |                           |                           |              |
| Igrzyska olimpijskie  | NR             | QF             | nie rozgrywano         | nie rozgrywano         | nie rozgrywano         | 3R                     | nie rozgrywano            | nie rozgrywano            | nie rozgrywano            | 1R                        | nie rozgrywano            | nie rozgrywano            | nie rozgrywano            | –                         | NR                        | NR                        | NR                        | 5–3          |
| ATP Tour Masters 1000 |                |                |                        |                        |                        |                        |                           |                           |                           |                           |                           |                           |                           |                           |                           |                           |                           |              |
| Indian Wells          | –              | –              | 3R                     | 4R                     | 2R                     | 2R                     | 2R                        | QF                        | 4R                        | 4R                        | SF                        | 2R                        | QF                        | 4R                        | 3R                        | 3R                        | 1R                        | 22–15        |
| Miami                 | –              | –              | 1R                     | 3R                     | 3R                     | SF                     | 4R                        | F                         | QF                        | 3R                        | QF                        | SF                        | SF                        | QF                        | QF                        | 3R                        | –                         | 34–13        |
| Monte Carlo           | –              | 1R             | 2R                     | 2R                     | SF                     | –                      | 1R                        | 3R                        | 3R                        | SF                        | 3R                        | 3R                        | F                         | 2R                        | 3R                        | 1R                        | –                         | 19–14        |
| Madryt                | –              | 1R             | 1R                     | SF                     | 2R                     | 2R                     | 2R                        | –                         | QF                        | F                         | SF                        | QF                        | SF                        | QF                        | 3R                        | 1R                        | –                         | 24–14        |
| Rzym                  | –              | –              | 1R                     | 3R                     | QF                     | –                      | 1R                        | 2R                        | QF                        | QF                        | SF                        | 3R                        | QF                        | 3R                        | 3R                        | 1R                        | –                         | 19–13        |
| Montreal / Toronto    | –              | –              | 2R                     | QF                     | 1R                     | 2R                     | 1R                        | QF                        | QF                        | 3R                        | 3R                        | 3R                        | 2R                        | QF                        | –                         | –                         | –                         | 14–12        |
| Cincinnati            | –              | –              | 2R                     | 1R                     | 3R                     | 2R                     | QF                        | 3R                        | SF                        | 3R                        | SF                        | 2R                        | QF                        | 3R                        | 1R                        | –                         | –                         | 18–13        |
| Szanghaj              | nie rozgrywano | nie rozgrywano | nie ATP Masters Series | nie ATP Masters Series | nie ATP Masters Series | nie ATP Masters Series | 3R                        | 3R                        | 3R                        | SF                        | 3R                        | QF                        | QF                        | 2R                        | –                         | –                         | –                         | 12–8         |
| Paryż                 | –              | –              | W                      | QF                     | 3R                     | 3R                     | 2R                        | 3R                        | SF                        | QF                        | QF                        | SF                        | QF                        | QF                        | –                         | –                         | –                         | 27–11        |
| Hamburg               | –              | –              | 2R                     | 1R                     | 2R                     | 2R                     | Nie ATP Tour Masters 1000 | Nie ATP Tour Masters 1000 | Nie ATP Tour Masters 1000 | Nie ATP Tour Masters 1000 | Nie ATP Tour Masters 1000 | Nie ATP Tour Masters 1000 | Nie ATP Tour Masters 1000 | Nie ATP Tour Masters 1000 | Nie ATP Tour Masters 1000 | Nie ATP Tour Masters 1000 | Nie ATP Tour Masters 1000 | 2–4          |

Legenda
     W, wygrał turniej
     F, przegrał w finale
     SF, przegrał w półfinale
     QF, przegrał w ćwierćfinale
     4R, 3R, 2R, 1R przegrał w IV, III, II, I rundzie
     RR, odpadł w fazie grupowej
     –, nie startował w turnieju głównym